# Monti Elster
I monti Elster (in lingua ceca: Halštrovské hory; in tedesco: Elstergebirge) sono una piccola catena montuosa situata al confine tra la Repubblica Ceca e la Germania, ad ovest dei Monti Metalliferi. Si trovano nella regione storica del Vogtland e prendono il nome dal fiume omonimo.